# Henricus Tik
Henricus Tik (ou Thick ; fl.  milieu du XVe siècle) est un compositeur probablement anglais. On lui doit une Missa de Beata Virgine à trois voix, copiée dans un manuscrit italien conservé à Lucques.

## Biographie
N'est attribué à Tik qu'une messe à trois voix Missa de Beata Virgine, qui figure dans le manuscrit I-La 238, copié à Bruges vers 1450 selon Reinhard Strohm, 1462 ou 1468, puis conservé à Lucques en Italie. Il s'agit d'un manuscrit musical dépecé au XVIIe siècle en couvertures d'actes notariés et reconstitué en 1965 par Reinhard Strohm. Son nom figure en tête du Kyrie mais l’Agnus Dei est incomplet. Les cinq mouvements sont unifiés par un motif apparaissant en tête des mouvements, un schéma de mensuration et des formes élaborées différemment, provenant probablement du cantus firmus du même ténor, qui n’est pas identifié. Le rythme du ténor est assimilé à celui des voix supérieures.
Le nom pourrait être la corruption d'un nom anglais tel que « Thick » ou « Thic », « Tiq » et « Thichq ». Cela pourrait permettre une identification avec Fich, l'un des compositeurs nommés dans le Dialogus in arte musica de John Hothby (fo  82r) sur une liste tronquée, où figure une forte présence anglaise, avec au moins deux autres compositeurs représentés dans le manuscrit de Lucques.
Signant « Enrique Tich » en Espagne, il est cité par l'auteur d'un traité anonyme de Séville, daté de 1480 (1482) et conservé à l'Escurial avec la cote c-III-23, qui incorpore « Enrricus Thik » à la liste des musiciens les plus remarquables de son temps, qui en inclut également d'autres, tels Guillaume Du Fay, Johannes Martini et Jehan Pullois, également représentés dans le Codex de Lucca. Plus tard, dans un autre contexte, il cite une messe de « Henrrique Thik » et une autre de felix puericia du même compositeur, qu'il semble bien connaître, car il y fait référence pour que les lecteurs puissent voir les exemples proposés,.
Tik pourrait avoir vécu à Bruges pendant un certain temps,. Il est certainement lié au compositeur Jacobus Tick (Tyck, Tijcke), actif à Leyde et Bruges entre 1450 et 1460 et qui avait des liens avec la cour néerlandaise. Même si aucune œuvre de Jacob Tick n'a survécu, on sait qu'en 1458, il compose une messe pour Saint-Martin et en 1468, une nouvelle messe sans nom. Il n'est pas exclu que les deux musiciens soient le même compositeur. Cela présupposerait cependant que le copiste du manuscrit I-La 238 ait mal écrit ou mal interprété le prénom.

## Manuscrits
La Missa de Beata Virgine est conservée dans quatre manuscrits différents :
- Lucques, Archives d'État, Ms. I-La 238, fos  1v-10v (The Lucca choirbook).
- Ms. I-TRbc 89, fos  366v-374r.
- Ms. I-TRbc 90, fos  348v-349v.
- Prague, Codex musicae sacrae nec non profanae, Ms. CZ-Pst D.G.IV.47, fos  84v-85r[11].

## Édition
- Fifteenth-Century Liturgical Music: VI: Mass Settings from the Lucca Choirbook, fac-simile, transcription et éd. de Reinhard Strohm, Londres, Stainer & Bell, 2007 (ISMN 9790220221613) présentation en ligne (BNF 41248061), (OCLC 148646304)